# Marion Herbst
Marion Herbst (Lingen, 1 december 1944 – 's-Hertogenbosch, 12 januari 1995) was een Nederlands beeldend kunstenaar, die internationale bekendheid kreeg met haar eigenzinnige sieraden.
Ze gaf daarnaast les aan de Gerrit Rietveld Academie in Amsterdam, het Moller Instituut te Tilburg en was gastdocent aan de Fachhochschule für Gestaltung te Pforzheim.

## Biografie
Herbst kreeg haar opleiding aan het Instituut voor Kunstnijverheidsonderwijs te Amsterdam, de latere Gerrit Rietveld Academie. In 1969 deed ze mee aan de tentoonstelling 'Sieraad '69' in Galerie Het Kapelhuis in Amersfoort. Haar kleurrijke, verrassende sieraden werden als 'vernieuwend' ontvangen. Zij werkte onder meer met objets trouvés en voor die tijd ongebruikelijke materialen als perspex. Samen met Berend Peter ontwierp Herbst voor of in 1970 een schaaktafel van perspex met stukken van aluminium.
Samen met Françoise van den Bosch, Karel Niehorster, Onno Boekhoudt (1944-2002) en haar partner Berend Peter richtte Herbst in 1974 de Bond van Oproerige Edelsmeden (BOE) op. Als groep exposeerden zij onder meer in Londen en zij maakten samen de BOE-doos in een oplage van 100. In de doos van hout, vervaardigd door de beeldhouwer Berend Peter, had elk van de sieraadontwerpers een vierkant vak, waarin zij hun visie op hun beroep vastlegden door middel van tekst en attributen. Het werk van andere naar vernieuwing zoekende Nederlandse sieraadontwerpers, zoals Emmy van Leersum en Gijs Bakker kenschetste Herbst als Hollands glad.
Vanaf 1975 was Herbst actief in de Vereniging van Edelsmeden en Sieraadontwerpers (VES), die was voortgekomen uit de BOE.
Herbst onderhield vriendschappen met onder meer Beppe Kessler en Lous Martin.
Herbst leed aan kanker, overleed op 50-jarige leeftijd en werd naar haar wens op Zorgvlied begraven. Haar archief wordt bewaard in het Stedelijk Museum 's-Hertogenbosch.

## Prijzen
- 1982 - Françoise van den Bosch Prijs van de Stichting Françoise van den Bosch.
- 1994 - Emmy van Leersumprijs van het Amsterdams Fonds voor de Kunst "voor haar serie samengestelde broches 1992-1993".

## Tentoonstellingen (selectie)
- 1969 - Sieraad '69, Gelerie Het Kapelhuis, Amersfoort
- 1970 - Deelname Wereldtentoonstelling Expo 70, Osaka, Japan
- 1970 - Sculpture to Wear Gallery, New York en Boston
- 1972 - Sieraad 1900-1972, De Zonnehof, Amersfoort
- 1973 - Schmuck '73, Tendenzen, Schmuckmuseum Pforzheim
- 1974 - Revolt in Jewelery by Five Dutch Artists, Electrum Gallery, Londen
- 1975 - Sieraad 1975, Galerie Het Kapelhuis, Amersfoort
- 1978 - Rondom het Sieraad, VES, Stedelijk Museum
- 1979 - Atelier 16, Stedelijk Museum Amsterdam
- 1980 - Schmuck International 1900 - 1980, Künstlerhaus, Wenen
- 1981 - 5 keer Marion Herbst, 5 jaar Galerie Ra, Galerie Ra, Amsterdam
- 1982 - Marion Herbst, een overzicht 1969-1982, reizende tentoonstelling
- 1982 - Schmuck'82-Tendenzen, Schmuckmuseum Pforzheim
- 1983 - Onno Boekhoudt en Marion Herbst, Galerie Ra, Amsterdam
- 1985 - Body Works and Wearable Sculpture, Visual Aets Centre of Alaska, Anchorage
- 1986 - Marion Herbst, Onverantwoord design, Galerie Ra, Amsterdam
- 1986 - Sieraad 1986, Draagteken? Kruithuis, 's-Hertogenbosch, Gemeentemuseum Arnhem
- 1986 - 10 Jaar Ra, Galerie Ra, Amsterdam
- 1987 - Holland in vorm: Sieraden, Gemeentemuseum Arnhem
- 1988 - Object als onderscheiding, een selectie, Stedelijk Museum Amsterdam
- 1989 - Hedendaags Delfts Blauw, Keramisch Werkcentrum, Heusden, reizende tentoonstelling
- 1990 - Novidas da Hollanda, Fundaçao Gulbenkian, Lissabon
- 1991 - De feestdis, Galerie Ra, Amsterdam
- 1991 - Getooid en Versierd, Vishal, Haarlem
- 1992 - Interplays, Bratislava
- 1993 - Amulet, Galerie Marzee, Nijmegen
- 1993 - Mag het iets' meer zijn, overzichtstentoonstelling, Stedelijk Museum Amsterdam
- 1994 - Galerie Spektrum, München
- 1995 - Marion Herbst en tijdgenoten, Centraal Museum, Utrecht
- 2013 - Dare to wear, sieraden uit de collectie Paul Derrez / Willem Hoogstede, CODA, Apeldoorn
- 2014 - Body Jewels, TextielMuseum, Tilburg
- 2014 - Kettingreacties, sieraden en fotografie van Claartje Keur, CODA, Apeldoorn